# Hylobates klossii
O gibão-de-klos (Hylobates klossii), também conhecido como gibão-de-mentawai é uma das sete espécies de gibão. Pesa mais de 6 kg e atinge entre 44 a 63 cm.
Vive em média 25 anos em estado selvagem e 40 em cativeiro.